# Фонтан Молитвы

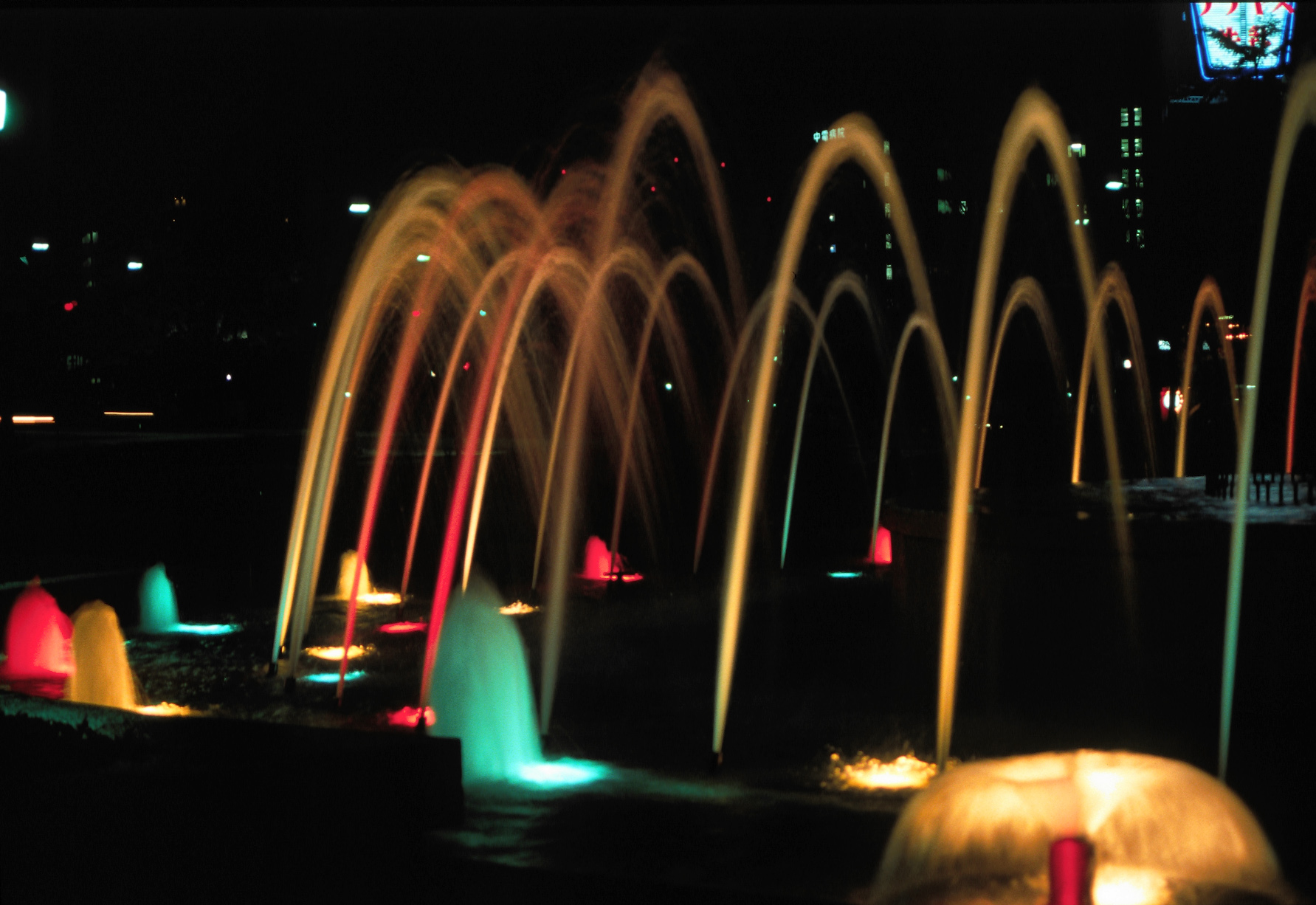
Фонтан Молитвы ночью

Фонтан молитвы — фонтан-памятник, открытый в ноябре 1964 года в Хиросиме, в Японии и посвященный жертвам атомной бомбардировки города 6 августа 1945 года.
Фонтан был построен в память о людях, которые умерли после взрыва, мучаясь от жажды и умоляя дать им воды. Средства на создание памятника выделил Банк Хиросимы и коммерческая организация, пожертвовавшая на строительство 1 000 000 иен. 
Фонтан находится на одной линии с Куполом атомной бомбы и Мемориалом мира на площади перед главным зданием Мемориального музея мира. Несколько фонтанов расположены в пруду, который простирается на 27 метров с востока на запад и 19 метров с юга на север. В минуту фонтан выбрасывает 11 тонн воды на высоту в 10 метров. В ночное время суток он освещается разноцветными подводными лампами.